# NGC 41
NGC 41 è una galassia a spirale situata nella costellazione di Pegaso. La sua distanza dal nostro sistema solare è di circa 290 milioni di anni luce (90 megaparsec).
È stata scoperta il 30 ottobre 1864 dall'astronomo tedesco Albert Marth.
Il suo spettro presenta una larga riga a 21 cm dell'idrogeno neutro.